# Christos Tsiolkas
Christos Tsiolkas é um autor, dramaturgo e roteirista australiano. Ele é especialmente conhecido por The Slap, que foi bem recebido pela crítica e teve grande sucesso comercial. Vários de seus livros foram adaptados para o cinema e a televisão.

## Vida pregressa
Tsiolkas nasceu e foi criado em Melbourne com seus pais imigrantes gregos, e foi educado na Blackburn High School. Tsiolkas concluiu seu curso de Artes na Universidade de Melbourne em 1987.
Ele editou o jornal estudantil Farrago em 1987.[carece de fontes?]

## Carreira
O primeiro romance de Tsiolkas, Loaded (1995), sobre um jovem gay alienado em Melbourne, foi adaptado como o longa-metragem Head On (1998) pela diretora Ana Kokkinos, estrelado por Alex Dimitriades.
Seu quarto romance, The Slap, foi publicado em 2008 e ganhou vários prêmios, além de ter sido pré-selecionado para o Prêmio Man Booker e pré-selecionado para o Prêmio Miles Franklin. Também foi um grande sucesso comercial; foi o quarto livro mais vendido de um autor australiano em 2009.

## Prêmios
- 1999: AWGIE Award for Stage, por Who’s Afraid of the Working Class? (com Andrew Bovell, Patricia Cornelius, e Melissa Reeves)[7]
- 2006: The Age Fiction Book of the Year[7]
- 2009: ABIA Book of the Year.[6]
- 2009: ALS Gold Medal, por The Slap[6]
- 2009: Commonwealth Writers Prize, vencedor geral de melhor livro, por The Slap[4]
- 2009: Nielsen BookData Booksellers' Choice Award, por The Slap[5][6]
- 2009: Victorian Premier's Literary Awards, Vance Palmer Prize for Fiction, por The Slap[8]
- 2020: Victorian Premier's Prize for Fiction, por Damascus (2019)[9]
- 2021: Melbourne Prize for Literature[10]

## Vida pessoal
Tsiolkas é um torcedor do Richmond Football Club e abertamente gay.

## Livros
- Loaded (1995)
- Jump Cuts (with Sasha Soldatow, 1996)
- The Jesus Man (1999)
- The Devil's Playground (2002)
- Dead Europe (2005)
- The Slap (2008)
- Barracuda (2013)
- Merciless Gods (2014)
- Damascus (2019)
- 7 1/2 (2021)
- The In-Between (2023)

## Teatro
- Who's Afraid of the Working Class? (com Andrew Bovell, Melissa Reeves e Patricia Cornelius, 1999)
- Elektra AD (1999)
- Viewing Blue Poles (2000)
- Fever (com Andrew Bovell, Melissa Reeves e Patricia Cornelius, 2002)
- Dead Caucasians (2002)
- Non Parlo di Salo (com Spiro Economopoulos, 2005)
- The Hit (com Netta Yashin 2006)
- The Audition (com Melissa Reeves, Milad Norouzi, Patricia Cornelius, Sahra Davoudi, Tes Lyssiotis e Wahibe Moussa, produzido por Outer Urban Projects, 2019 e 2024)
- Loaded (adaptado do livro, com Dan Giovannoni, 2023)

## Roteiros
- Thug (1998), curta-metragem, com Spiro Economopoulos)[13][6]
- Saturn's Return (2001),[a] um telefilme estrelado por Joel Edgerton e Damian Walshe-Howling[14]
- Little Tornadoes (2021), co-escrito com o diretor Aaron Wilson[15][16]

## Adaptações para cinema e TV
- A peça Who's Afraid of the Working Class? (1999) foi transformada no filme Blessed (2009), dirigido por Ana Kokkinos.[17]
- Loaded foi publicado pela primeira vez em 1995 e foi adaptado para o filme Head On, estrelado por Alex Dimitriades.
- O romance Dead Europe de 2006 foi transformado no filme Dead Europe (2012), dirigido por Tony Krawitz e estrelado por Kodi Smit-McPhee.[18]
- The Slap foi transformado em uma minissérie de televisão Australiana e americana.[6]
- Barracuda foi adaptada para a televisão em 2016.[19]